# Cantone di Choisy-le-Roi
Il Cantone di Choisy-le-Roi è una divisione amministrativa dell'arrondissement di Créteil.
A seguito della riforma complessiva dei cantoni del 2014 è passato da 1 a 2 comuni.

## Composizione
Prima della riforma del 2014 comprendeva il solo comune di Choisy-le-Roi; dal 2015 comprende Choisy-le-Roi e parte del comune di Villeneuve-Saint-Georges.